# Havas Boldogasszony-templom (Pécs)
A Havas Boldogasszony-templom (másképpen Havihegyi templom) Pécs egyik legismertebb katolikus temploma, mely a város felett, a Havihegyen helyezkedik el.

## Története
Pécs városát 1690–91-ben pestisjárvány sújtotta. A város lakói fogadalmat tettek, hogy a járvány elmúltával emlékkápolnát emelnek a Kokas-dombon. Fogadalmukhoz híven az építőanyagot kézben hordták fel a meredek hegyoldalon. Az egyszerű barokk fatornyos templomot 1697-ben szentelték fel Havas Boldogasszony tiszteletére. A korábbi Kokas-domb pedig a templom nevének hatására idővel Havi-hegyre változott. Hagyományosan augusztus elején tartják a havihegyi zarándoklatot és búcsút.
1711-ben egy tűzvészben megsérült a templom, a helyreállítás során 1713-ban kapott harangot; 1724-ben orgonát is építettek. 1780-ban újra tűzvész sújtotta a kápolnát, ekkor építették a korábbi fatorony helyére a jellegzetes, fehér, kőből készült tornyot piros kupolával.
1844-ben XVI. Gergely pápa búcsúkiváltságot adományozott a templomnak, minden év augusztus ötödikén tartják a búcsújárást Havas Boldogasszony tiszteletére.
2016 szeptemberétől 2017 augusztusáig felújítási munkálatokat tartottak, mely során a külső falakat, a toronysisakot, az ablakokat, a tető cserepeit kijavították illetve kicserélték, valamint a templom környékén kisebb tereprendezés is történt.

## A templom belseje
A templom oltárképe a római Santa Maria Maggiore-bazilika oltárképének hiteles másolata. Az oltár két oldalán a pestis ellen védő Szent Rókus illetve a zarndokok védőszentje, compostellai Szent Jakab szobra áll. A két mellékoltáron Szent Flórián képe, illetve Szent Sebestyén festett faszobra áll.

## Környezete
A templom előtt egy több, mint száz éves, kb. 6 méter magas, csavarodott törzsű mandulafa áll, mely 2018-ban a hazai, 2019-ben az európai Év Fája verseny győztese lett. Az 1880-as években zajlott filoxéra-vész hatására telepítettek számos szőlőültetvény helyére mandulát, és bizonyos források szerint ekkor ültethették. Az 1910-es évekből van első írásos említés a havihegyi mandulafákról.
1878-ban állították fel a templomtól délre a Piéta-keresztet, melyet Bartalits Mihály készített. 1900-ban készült el a templom mellett feszület, mely Kiss György alkotása.
2010-ben az Európa kulturális fővárosa-projekt keretében a Havihegyre vezető utat  a közúti forgalomtól elzárták, sétánnyá alakították. 

## Képek

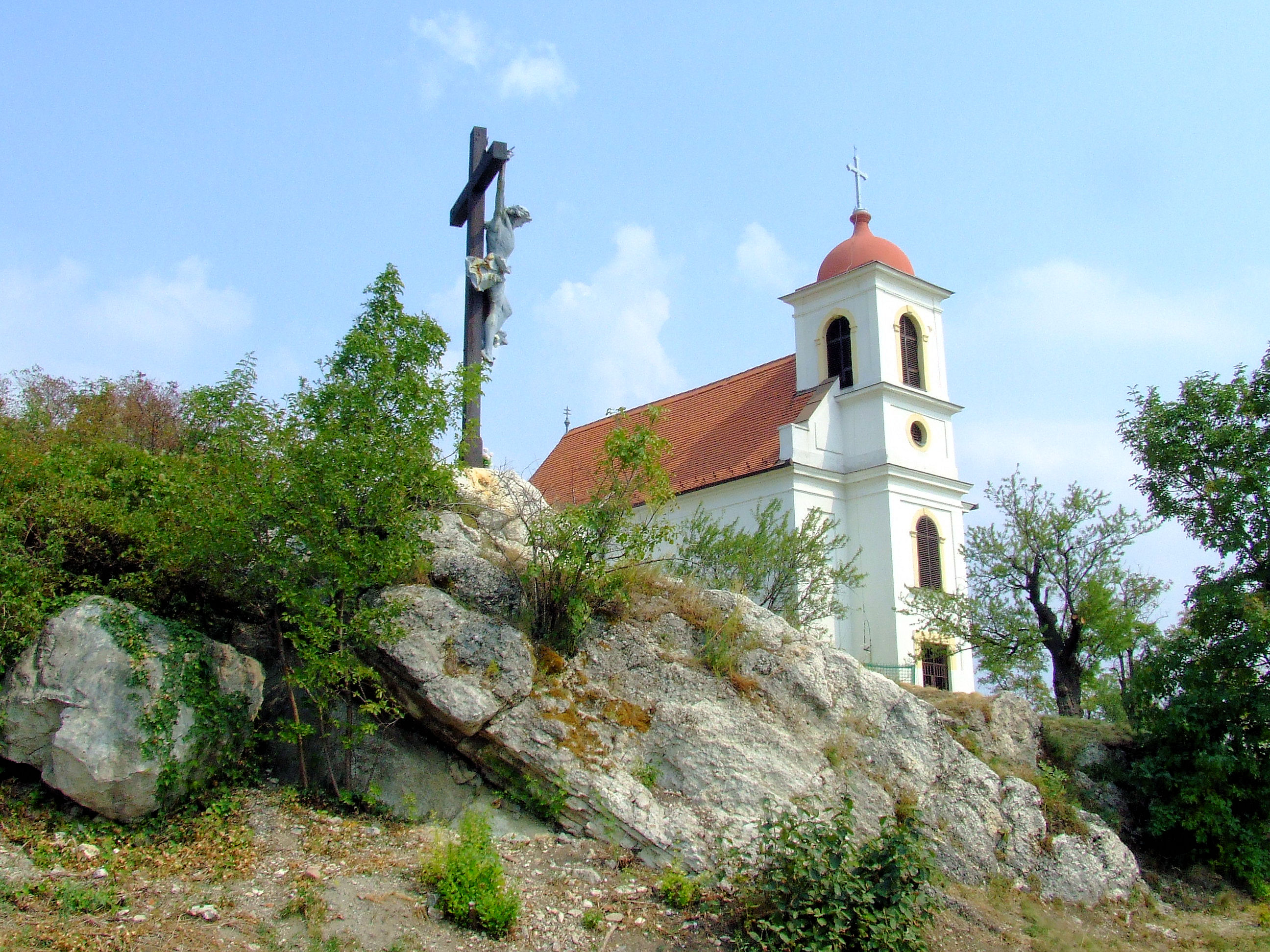
Havihegyi kápolna a feszülettel
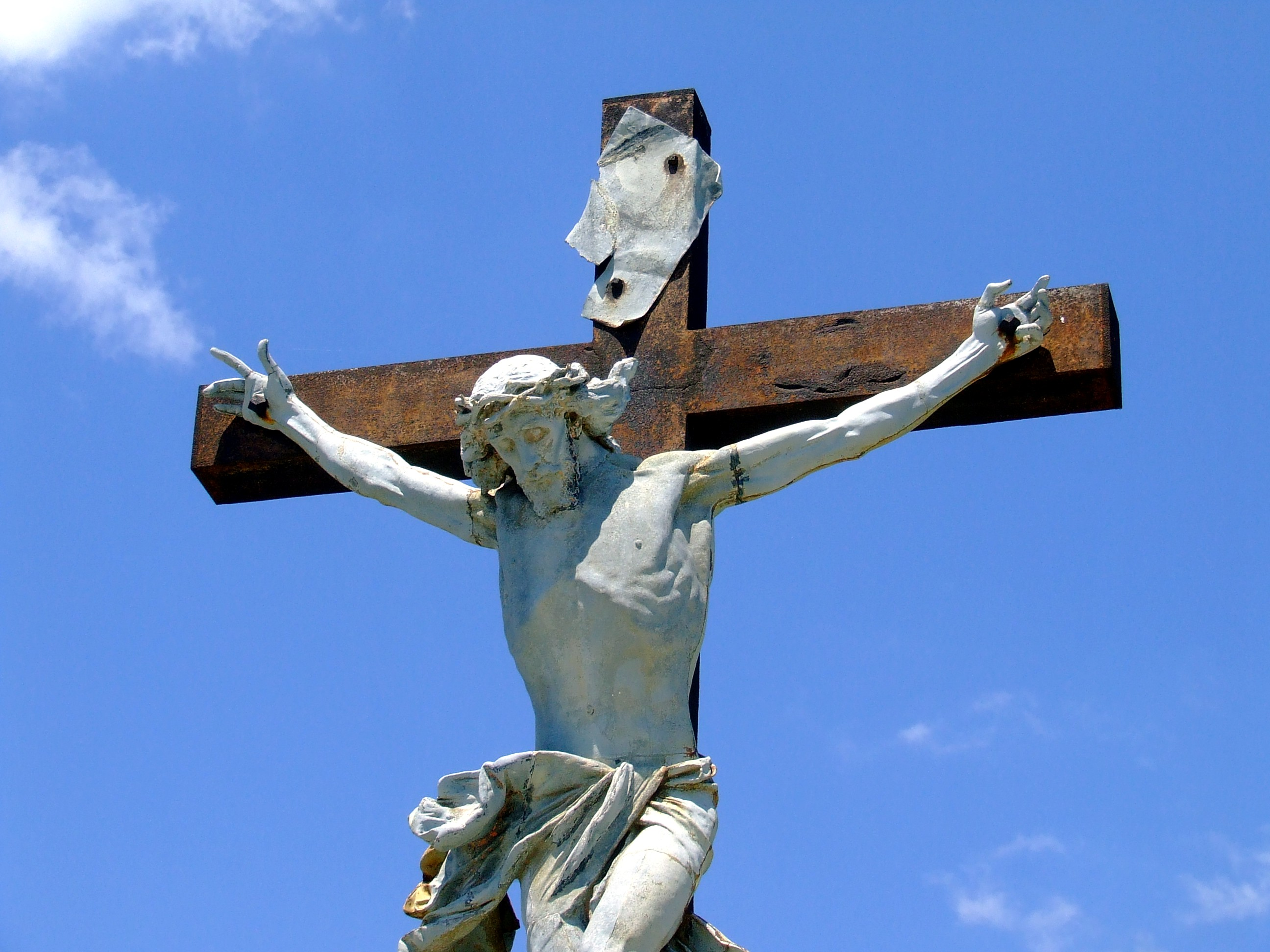
Kiss György: Feszület (részlet)
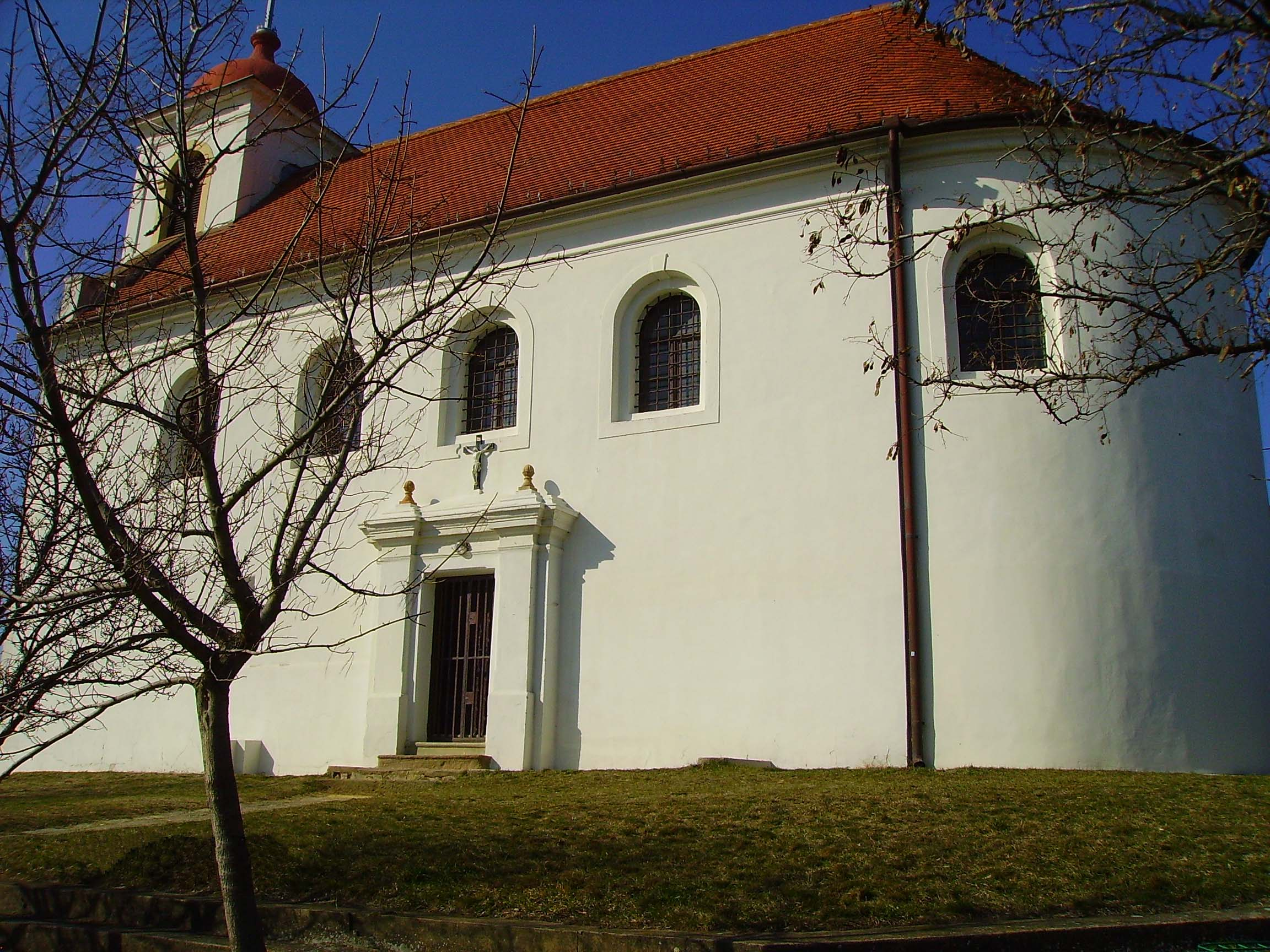
A kápolna déli oldala
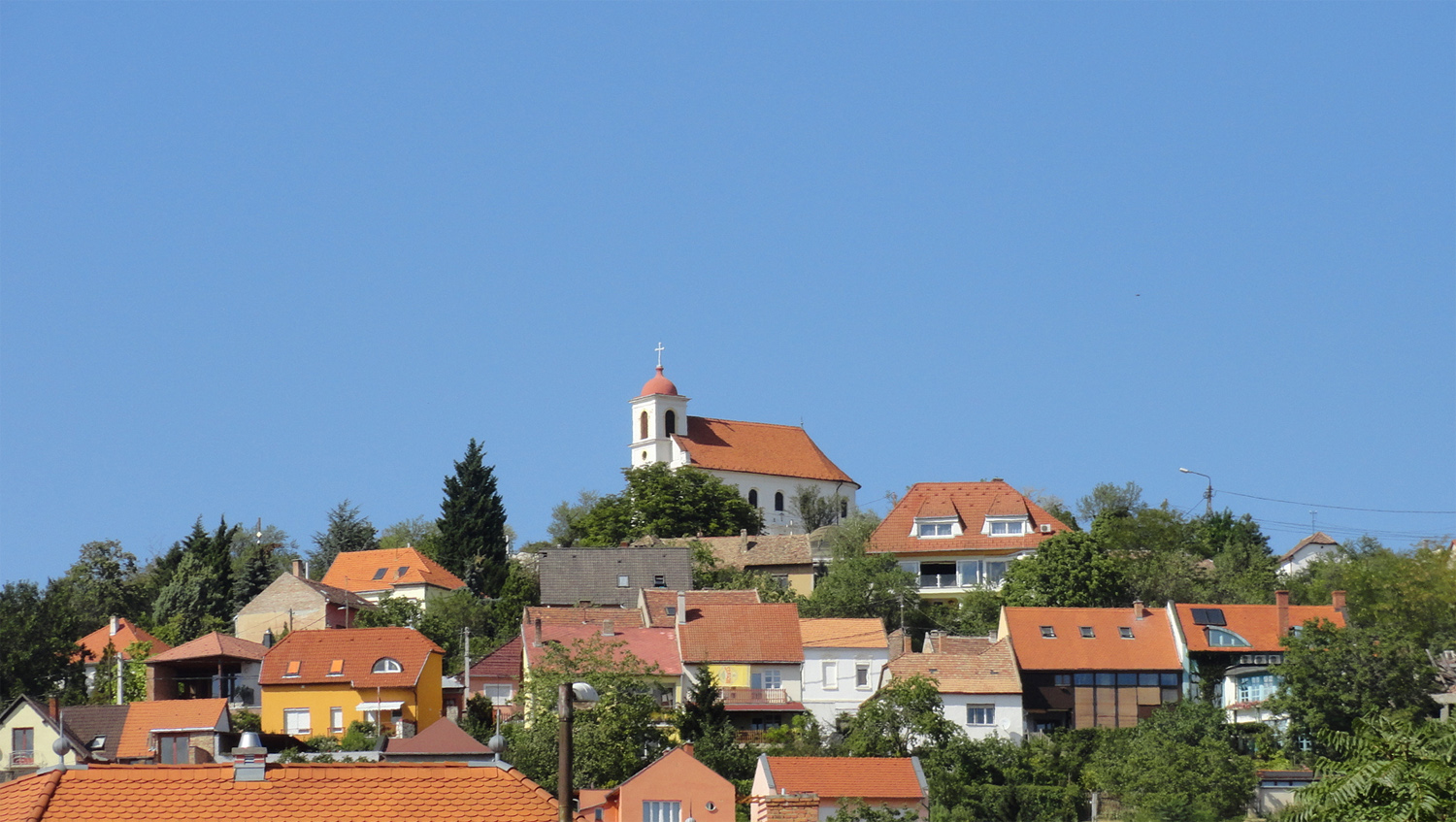
A Havihegyi kegykápolna a Király utca felől nézve

## További források
- Havas Boldogasszony-templom (Pécs). Műemlékem.hu
- A pécsi Havas Boldogasszony templom története, 1697–2022. 325 éves jubileumi kiadvány; tan. Bodnár Boglárka, Lantosné Imre Mária, Schmelczer-Pohánka Éva; Havas Boldogasszony Templomigazgatóság, Pécs, 2022